# 호세 마누엘 오초토레나
호세 마누엘 오초토레나 산타크루스(스페인어: José Manuel Ochotorena Santacruz, 1961년 1월 16일, 바스크 지방 산 세바스티안 ~)는 스페인의 전 축구 선수로, 현역 시절 골키퍼로 활약하였다.

## 축구 경력
기푸스코아 주 산 세바스티안 출신인 오초토레나는 레알 마드리드의 유소년부를 졸업하여 1981-82 시즌 말 2군에서 주로 활약하던 시절에 프로 선수의 집단 파업에 따라 프로 무대에 데뷔하였다. 그는 1985-86 시즌이 되어서야 주전 지위를 확보하여 수도 연고의 구단이 같은 해 라 리가와 UEFA컵 우승을 할 수 있도록 도왔지만, 그 다음 시즌에 세비야의 프란시스코 부요를 영입하면서 입지를 잃게 되었다.
그 후, 오초토레나는 발렌시아로 이적하여 1년차에 트로페오 리카르도 사모라를 받게 되었는데, 레알 마드리드와의 최종전에서 몇 분 만에 교체되어 나가 평균 실점률을 유지할 수 있었다. 메스타야 연고의 구단 소속으로 3시즌을 붙박이 주전으로 보낸 오초토레나는 레알 마드리드와의 경기에서 퇴장 당한 후 동지 (Che) 소속으로 또다시 경기를 뛰는 일은 없었는데, 1989년 9월 17일, 그는 전 소속 구단을 상대로 2-6으로 패할 당시 골문을 지켰었다.
1998년 오초토레나는 테네리페, 로그로녜스, 그리고 라싱 산탄데르에서 큰 성공을 거두지 못하고 37세의 나이로 은퇴하였는데, 세 구단에서 활약하면서 대부분 경기를 라 리오하 연고 구단 소속으로 1994-95 시즌에 출장했지만 강등당했었다. 그는 스페인 국가대표팀 경기에 한 번 출전했는데, 1989년 9월 20일, 아 코루냐에서 열린 폴란드와의 친선경기에서 안도니 수비사레타와 교체되어 막판 10분을 나섰고, 1990년 FIFA 월드컵에 참가할 선수단 명단에 이름을 올렸다.
오초토레나는 이후 골키퍼 코치 활동에 뛰어들어 발렌시아와 국가대표팀에서 근무하였고, 이후 같은 국적의 라파엘 베니테스가 프리미어리그 구단 리버풀에 2004년 7월 입단하면서 조 코리건의 후임 리버풀 골키퍼 코치가 되었다.
2007년 7월, 오초토레나는 리버풀 골키퍼 코치직을 사비 발레로에게 내주고 발렌시아로 복귀하게 되었다. 그는 여전히 국가대표팀에서의 활동을 계속했다.